# فراس فياض
فراس فياض (20 سبتمبر 1988 في حلب، سوريا) هو مخرج ومنتج وكاتب ومحرر ومصور سينمائي سوري، اشتهر بفيلمه الوثائقيين آخر الرجال في حلب لعام 2017، وفيلمه الوثائقي الكهف لعام 2019، اللذين حظيا بإشادة نقدية واسعة العديد من الجوائز والترشيحات، من بينها ترشيحين جائزة الأوسكار لأفضل فيلم وثائقي. مما جعله أول مخرج سوري يُرشَّح لجائزة الأوسكار مرتين، وثاني مخرج عربي يحظى بهذا الترشيح مرتين. كما حصل فياض على جائزة إيمي لأفضل فيلم وثائقي عن الشؤون الجارية، كما تم ترشيحه لجائزة إيمي الإبداعية لأفضل كتابة وإخراج. بالإضافة إلى ذلك، نال جائزتين من جورج فوستر بيبودي، كما رُشِّح لجائزة التميّز في الإخراج من نقابة المخرجين الأمريكيين عن فيلمه الكهف، ويعتبر اول ترشيح لمخرج سوري وعربي لهذه الجائزة الرفيعة.
لم يتمكن فراس وفريقه من حضور حفل توزيع جوائز الأوسكار التسعين، حيث تم رفض تأشيرته استجابةً لأمر الرئيس ترامب التنفيذي رقم 13780.
بسبب الوثائقي «آخر الرجال في حلب»، أصبح فراس موضوع جهد شرس لتشويه سمعة عمله من قبل قراصنة روس مؤيدين لبوتين.  في شهادته في قاعة المحكمة في كوبلنز ، أدلى فراس بشهادة رئيسية ضد مجرم حرب يعمل لصالح النظام السوري متورطًا في تعذيب فراس نتيجة لشهادته تعرض لهجمات سياسية ممنهجة لتشويه سمعته لإيقاف عمله و إسقاط شهادته وصفها بانها خاضعة لهجوم منظم من مواقع التابلويد المناهضة للمهاجرين. 

## فيلموغرافيا
إخراج
- 2013: لقطة واسعة - لقطة قريبة (فيلم وثائقي تلفزيوني)
- 2013: النوافذ ' (فيلم وثائقي تلفزيوني)
- 2016: بين المقاتل في سوريا (مسلسل تلفزيوني وثائقي)
- 2017 آخر الرجال في حلب (فيلم وثائقي) (إخراج)
- 2019: الكهف (فيلم وثائقي)

كتابة
- 2013: لقطة واسعة - لقطة قريبة (فيلم وثائقي تلفزيوني)
- 2013: النوافذ ' (فيلم وثائقي تلفزيوني)
- 2016: بين المقاتل في سوريا (مسلسل تلفزيوني وثائقي)
- 2017 آخر الرجال في حلب (فيلم وثائقي) (إخراج)
- 2018: العدو الصالح (وثائقي)
- 2019: الكهف

منتج
- 2017: يوم واحد في حلب (فيلم قصير ، منتج)

محرر
- 2013 قطار الصمت (قصير)
- 2013: قصص غير مروية (وثائقي)
- 2017: يوم واحد في حلب (فيلم قصير)

آخر
- 2013: قطار الصمت (قصير ، ممثل)
- 2013: قصص غير مروية (وثائقي ، مخرج فني)
- 2013: قطار الصمت (قصير ، ملحن)

## جوائز و ترشيحات
- حفل توزيع جوائز الأوسكار الثاني والتسعون - جائزة الأوسكار لأفضل فيلم وثائقي
- حفل توزيع جوائز الأوسكار التسعين - جائزة الأوسكار لأفضل فيلم وثائقي
- 2017 مهرجان صندانس السينمائي - جائزة لجنة التحكيم الكبرى للأفلام الوثائقية العالمية
- جائزة الروح المستقلة لأفضل فيلم وثائقي
- 2017 جائزة بيبودي - أفضل فيلم وثائقي
- 2017 مهرجان كوبنهاغن الدولي للأفلام الوثائقية - CPH: جائزة دوكس الكبرى لأفضل فيلم وثائقي
- 2019 مهرجان تورنتو السينمائي الدولي - جائزة اختيار الجمهور ، أفلام وثائقية : الكهف
- جائزة سينما السلام لأفضل فيلم وثائقي لعام 2020: الكهف

## روابط خارجية
- فراس فياض في قاعدة بيانات الأفلام على الإنترنت
- اختفاء فراس فياض عام 2012 من وجهة نظر زوجته